# Freedom (Maine)
Freedom es un pueblo ubicado en el condado de Waldo en el estado estadounidense de Maine. En el Censo de 2010 tenía una población de 719 habitantes y una densidad poblacional de 12,49 personas por km².

## Geografía
Freedom se encuentra ubicado en las coordenadas 44°29′25″N 69°21′29″O / 44.49028, -69.35806. Según la Oficina del Censo de los Estados Unidos, Freedom tiene una superficie total de 57.54 km², de la cual 55.74 km² corresponden a tierra firme y (3.14%) 1.81 km² es agua.

## Demografía
Según el censo de 2010, había 719 personas residiendo en Freedom. La densidad de población era de 12,49 hab./km². De los 719 habitantes, Freedom estaba compuesto por el 97.91% blancos, el 0.28% eran afroamericanos, el 0.28% eran amerindios, el 0.28% eran asiáticos, el 0% eran isleños del Pacífico, el 0.28% eran de otras razas y el 0.97% pertenecían a dos o más razas. Del total de la población el 1.25% eran hispanos o latinos de cualquier raza.